# Droga wojewódzka nr 244
Droga wojewódzka nr 244 (DW244) – droga wojewódzka w województwie kujawsko-pomorskim. Arteria łączy miejscowość Kamieniec ze Strzelcami Dolnymi. Droga biegnie przez teren powiatu bydgoskiego i do 2019 (oddanie do użytku północnego obejścia Bydgoszczy w ciągu drogi ekspresowej S5) stanowiła naturalny ciąg obwodowy dla Bydgoszczy.

## Miejscowości przy trasie
- Kamieniec
- Dąbrówka Nowa
- Wojnowo
- Mochle
- Nowa Ruda
- Gogolinek
- Wtelno
- Tryszczyn
- Bożenkowo
- Maksymilianowo
- Żołędowo
- Jastrzębie
- Aleksandrowo
- Strzelce Górne
- Strzelce Dolne